# José María Mercado
José María Mercado är en ort i Mexiko.   Den ligger i kommunen San Blas och delstaten Nayarit, i den centrala delen av landet, 700 km väster om huvudstaden Mexico City. José María Mercado ligger 333 meter över havet och antalet invånare är 202.
Terrängen runt José María Mercado är huvudsakligen kuperad, men västerut är den platt. Runt José María Mercado är det ganska glesbefolkat, med 48 invånare per kvadratkilometer. Närmaste större samhälle är San Blas, 12,0 km väster om José María Mercado. I omgivningarna runt José María Mercado växer i huvudsak lövfällande lövskog.